# Враг любви (фильм)
«Любовь и ненависть» или «Враг любви» (хинди दुशमन दुनिया का, Dushman Duniya Ka, досл.: «Враг мира») — трагикомедия, снятая на языке хинди и вышедшая в прокат 20 сентября 1996 года.  В эпизодических ролях снялись Шахрух Хан и Салман Хан.

## Сюжет
Сирота Махеш (Джитендра) вырос в приюте и ничего не знает о своих родителях. Однажды он знакомится с Решмой (Сумалатха), которая тоже растет без родителей. Полюбив друг друга, они решают пожениться. Своему сыну они дают имя Лаки, что значит удачливый. Повзрослев, Лаки влюбляется в Лату и хочет жениться на ней. Вдруг Махеш узнает, что его сын употребляет наркотики. Лаки обещает ему отказаться от своего пристрастия и выполняет обещание. Однажды Мехешу удается найти торговца, продающего наркотики друзьям Лаки. Он сообщает об этом в полицию, но преступнику удается бежать. Махеш не верит, что Лаки больше не употребляет наркотики и выгоняет его из дома. Лата тоже бросает его. Теперь Лаки должен сам позаботиться о себе.